# San Nicolás (Buenos Aires)

Lage von San Nicolás in Buenos Aires

San Nicolás ist ein Stadtteil im Osten der argentinischen Hauptstadt Buenos Aires. Er hat 33.305 Einwohner (Stand von 2001) auf einer Fläche von 2,4 Quadratkilometern. Die Bevölkerungsdichte entspricht somit 13.877 Einwohner pro Quadratkilometer. Der Stadtteil gehört zur Comuna C1.

## Beschreibung
San Nicolás gehört zum Geschäftszentrum von Buenos Aires. Hier und in dem benachbarten Montserrat finden sich die meisten Regierungsgebäude der Stadt und des Landes, darunter auch der Justizpalast. San Nicolás ist außerdem das Finanzzentrum von Buenos Aires. Man spricht daher üblicherweise von El Centro. Der Teil östlich der Avenida 9 de Julio wird Microcentro genannt.
San Nicolás wird begrenzt durch die Straßen Avenida Córdoba, Avenida Callao, Avenida Rivadavia, Av. La Rábida Norte und Av. Eduardo Madero.

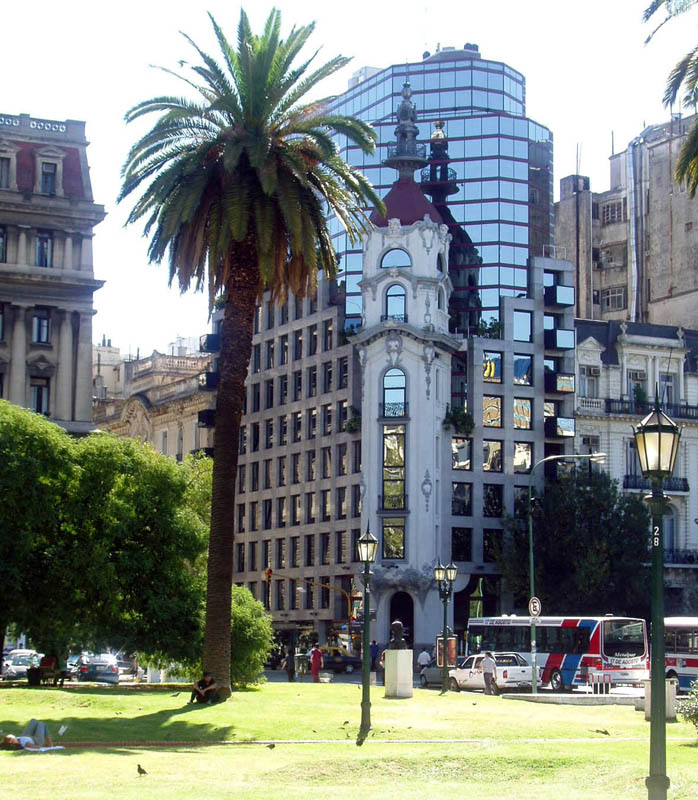
Alt und neu bestehen nebeneinander in San Nicolás

## Geschichte
Der Stadtteil erhielt seinen Namen von der Kirche San Nicolás, die 1773 eingeweiht und 1936 abgerissen wurde, als die Bauarbeiten für die Avenida 9 de Julio begannen. Am ehemaligen Standort der Kirche steht heute der Obelisk.
1770 wurde mit dem Bau der Catedral Metropolitana de Buenos Aires an der Plaza de Mayo begonnen, 1822 konnte sie eingeweiht werden.
1794 wurde das britische Konsulat eröffnet, im Zuge dessen siedelten viele Briten in San Nicolás, das daraufhin auch als „Englisches Viertel“ bekannt war. 1810 wurde die Gesellschaft der britischen Kaufleute gegründet und das Konsulat wurde 1822 auch Sitz der ersten modernen Bank in Buenos Aires.
1802, ermöglicht durch den zunehmenden Wohlstand während des Vizekönigreichs, bauten Kaufleute aus Buenos Aires den „Boneo-Pier“, der rasch der wichtigste Anlegeplatz der Stadt wurde.
Aufgrund der engen wirtschaftlichen Beziehungen zum britischen Empire stiftete 1830 der damalige Gouverneur Juan Manuel de Rosas Land für die anglikanische Kirche „St. John“. Sie ist heute die älteste anglikanische Kirche der Stadt. Eine wachsende Gemeinde US-amerikanischer Einwanderer baute 1836 in der Nähe die methodistische Kirche.
Die zunehmende Bedeutung von San Nicolás als Finanzzentrum wurde durch die Eröffnung der Börse von Buenos Aires 1854 herausgestellt. Heute befinden sich hier ebenfalls die Argentinische Zentralbank und die größte Bank Argentiniens, die Banco de la Nacion. Von den Einheimischen wird dieser Teil von San Nicolás auch als Microcentro bezeichnet.
1857 wurde in San Nicolás gegenüber vom heutigen Teatro Colón auch der erste Bahnhof Lateinamerikas eröffnet. Der wirtschaftliche Aufschwung ab 1875 führte zur Anlage des Paseo de Julio (heute die Avenida Leandro N. Alem) entlang des Flusses, wo bis dahin nur Wäscherinnen tätig waren, Übungsplätze der Artillerie wurden in öffentliche Parks umgewandelt.
1913 wurden die bis dahin üblichen Pferde-Trams abgelöst durch die erste Metrostrecke auf der südlichen Erdhalbkugel. Bekannten Institutionen wie dem Teatro Colón, dem Teatro Ópera und dem Teatro Cervantes folgten in den 1920ern und 1930ern zahlreiche weitere Theater, später auch Kinos, und machten San Nicolás zu einer Art West End von Buenos Aires.
San Nicolás erhielt sein heutiges Stadtbild, als 1936 für den Bau des ersten Teilstücks der Avenida 9 de Julio fünf Straßenblöcke abgerissen wurden. Dabei fielen auch historische Wahrzeichen der Abrissbirne zum Opfer, darunter der Mercado del Plata und die Kirche San Nicolás. Beliebt auch bei Touristen ist heute die Fußgängerzone in der Calle Florida.